# Phaos aglaophara
Phaos aglaophara är en fjärilsart som beskrevs av Turner 1926. Phaos aglaophara ingår i släktet Phaos och familjen björnspinnare. Inga underarter finns listade i Catalogue of Life.